# Domingo Bombal
Domingo Bombal fue un empresario y político argentino que ocupó interinamente el cargo de Gobernador de la Provincia de Mendoza en dos oportunidades, entre los años 1863 y 1890.

## Biografía
Era hijo de Ignacio Bombal y de Ramona Ugarte.
El 25 de septiembre de 1863 fallece el gobernador Luis Molina no pudiendo finalizar su mandato, frente a esta situación asumió interinamente Domingo Bombal iniciando así un conjunto de Gobernaciones interinas que le tocó asumir.
Luego de un mes en el cargo se realizaron elecciones generales resultando electo Carlos González, que asume el 7 de noviembre de 1863.
Posteriormente, se hace cargo interinamente de la gobernación desde fines de 1889 hasta el 10 de junio de 1890, cuando entrega el mando a Oseas Guiñazú.
Gobernó procurando conciliar las posiciones de los diferentes partidos que se enfrentaban en la política local. Casó con Nemesi Videla, con quien tuvo un hijo, Ignacio Bombal Videla, y, tras enviudar en el desastroso terremoto de Mendoza (1861), casó seis años más tarde con Delfina Obrador, con quien tuvo tres hijos.